# The Crazies (película de 1973)
The Crazies (en España y Uruguay Los Crazies, en México Colapso: Exterminio Brutal) es una película estadounidense de acción y horror de 1973. Escrita y dirigida por George A. Romero y protagonizada por Lane Carroll, Richard Liberty y Lynn Lowry.
Aunque el film fue un fracaso de taquilla durante su estreno tuvo un remake homónimo dirigido por Breck Eisner en 2010 y en la actualidad está considerada una película de culto.

## Sinopsis
Tras la caída de un avión militar en las inmediaciones de un pequeño y remoto pueblo de Pensilvania la carga que transporta, un potente y contagioso virus encapsulado en un arma biológica, se dispersa contaminando los acuíferos. Pese a los esfuerzos iniciales de un pequeño grupo de sanitarios y protección civil, paulatinamente la población va siendo infectada y, poco a poco, se apodera de ellos una incontrolable sed de sangre que los va transformando en psicópatas. 
Tras conocer la situación, tanto por parte del ejército como de los responsables políticos, la misión de los mandos del ejército será lograr confinar a la población en el pueblo para evitar que el virus se propague por todo el país. Para lograrlo deciden enviar a la población no infectada a que cumplan su confinamiento en una nave y matando a los infectados que se encuentren en su camino. Pero la gente, afectada por la enfermedad, se rebela y atenta contra los soldados.

## Elenco
- Lane Caroll - Judy
- Will MacMillian - David
- Harold Wayne Jones - Clank
- Lloyd Hollar - Coronel Peckem
- Lynn Lowry - Kathy
- Richard Liberty - Artie
- Richard France - Dr. Watts
- Harry Spillman - Mayor Ryder
- Will Disney - Dr. Brookmyre
- Bill Thunhurst - Brubaker
- Leland Starnes - Shelby
- A.C. McDonald - General Bowen
- Robert J. McCully - Hawks
- Robert Karlowsky - Sheriff Cooper
- Ned Schmidtke - Sargento Tragesser
- Tony Scott - Guardaespaldas
- Roy Cheverie - Doctor del Ejército
- Jack Zaharia - Sacerdote
- George A. Romero - Mayor

## Producción
De acuerdo con la pista del comentario de Romero del DVD la vida de este proyecto inició con Paul McCollough quien autorizó un guion titulado The Mad People. El libreto trataba sobre un arma militar biológica que fue accidentalmente liberada dentro de un pueblo pequeño, con los militares posteriormente intentando encubrir el incidente y la revuelta de los habitantes. Romero reveló que la trama militar era secundaria y solo aparecía en el primer acto del libreto, mientras que el resto de la película se enfocaba en los sobrevivientes y en sus intentos de hacer frente a lo que estaba sucediendo. El director llamó al libreto de McCollough "muy existencial y embriagador".
Lee Hessel, un productor dueño de Cambist Films y con quien Romero anteriormente trabajó en su anterior película There's Always Vanilla, leyó el libreto. Aunque expresó interés en él se ofreció a financiar la siguiente película de Romero solo si el director reescribía el guion de McCollough para enfocarse en lo que Hessel consideraba el ingrediente más interesante de la historia: los militares tomando el pueblo. Esa trama solo ocurría en las primeras 10 a 20 páginas pero Romero aceptó y reescribió el libreto para obtener un presupuesto de aproximadamente 270.000 dólares.
La película fue filmada en localizaciones de Evans City, Zelienople y sus alrededores (Pensilvania) y a unos 48Km al norte de Pittsburgh. Romero ha hablado de como la mayoría de la gente en las localizaciones fueron muy cooperativos y felices de ayudar con la producción.

## Recepción

### Taquilla
El film no tuvo un estreno mundial. En su lugar fue proyectada en un número limitado de cines antes de su apertura a otros mercados como el doméstico. Al día de hoy Romero ha indicado que la mayor razón por la que The Crazies falló en taquilla fue debido a su pobre distribución. También ha declarado que Hessel hizo un verdadero intento por comercializar adecuadamente la película, incluyendo estrenarla con diferentes títulos según la parte del país, pero nunca logró llamar la atención del público.

### Crítica
La película obtiene valoraciones mixtas en los portales de información cinematográfica. Rubén Redondo en cinemaldito.com la califica como un producto disfrutable desde una doble vertiente.

"por su adscripción a ese cine de acción apocalíptico no exento de ciertas gotas gore y, por tanto, embalsamado de una inquietante atmósfera de terror que tan buenos resultados consiguió suscribir a lo largo de las décadas de los 70 y 80 del siglo pasado. Y por el otro, por ser una película cien por cien Romero en su derivada crítica con la sociedad estadounidense que le tocó vivir, en esta ocasión en plena era Nixon con los estertores de la Guerra de Vietnam bien presentes."
Rubén Redondo (cinemaldito.com) 

En IMDb obtiene una puntuación de 6,1 sobre 10 con 10.573 valoraciones. En Rotten Tomatoes obtiene una calificación de "fresco" para el 67% de las 24 críticas profesionales y una puntuación del 43% para las 9.981 valoraciones realizadas por los usuarios del portal.

"Es difícil para un testarudo apologeta de George Romero observar que una película de Romero con buena reputación es un pedazo de mierda explotación de aficionados."
Walter Chaw (Film Freak Central) 